# Kaufhaus Sältzer

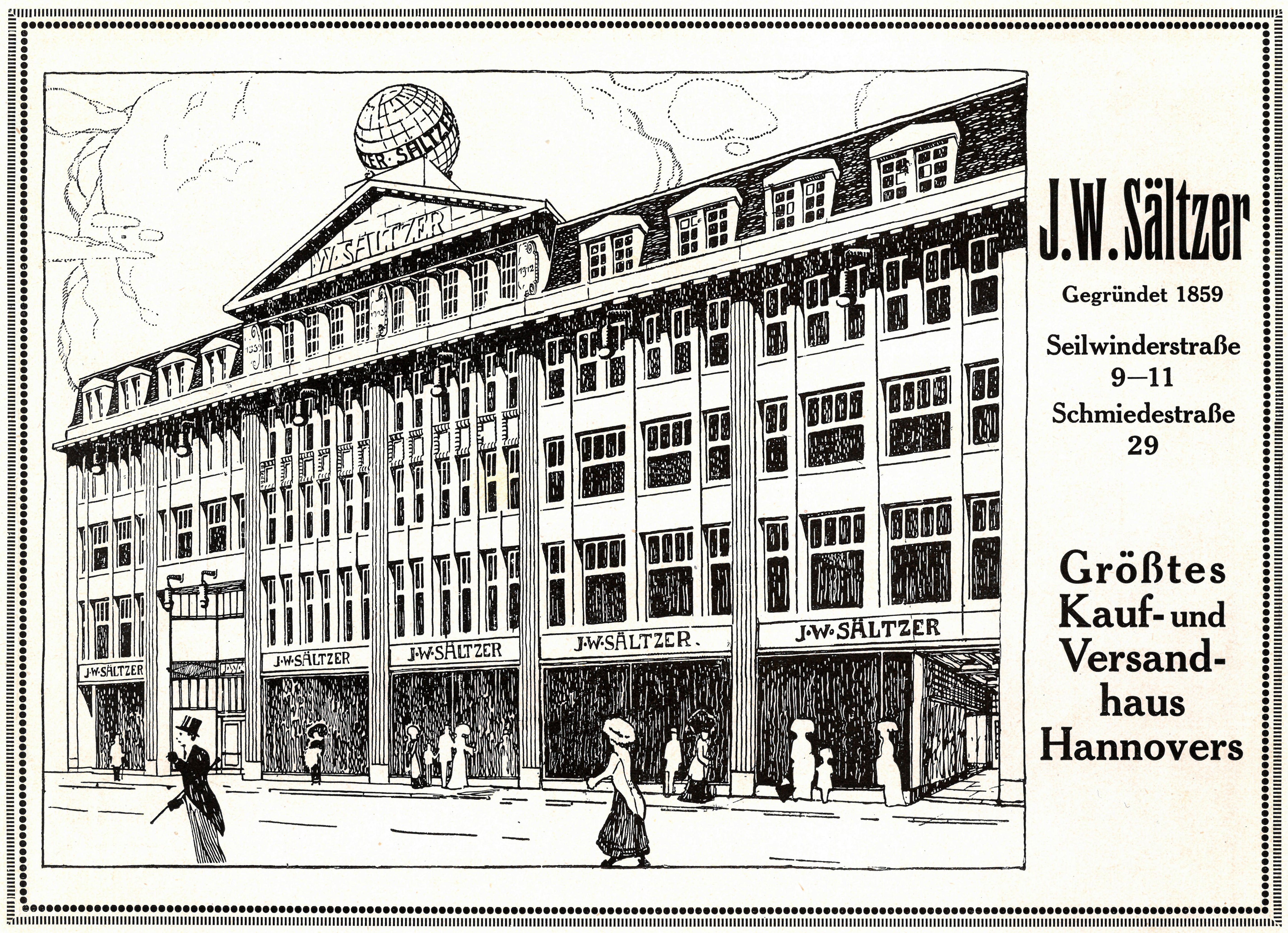
„J. W. Sältzer ... Seilwinderstraße 9–11 / Schmiedestraße 29 / Größtes Kauf- und Versandhaus Hannovers“;
Illustration in der Festschrift des Hannoverschen Kuriers anlässlich der Einweihung des Neuen Rathauses 1913

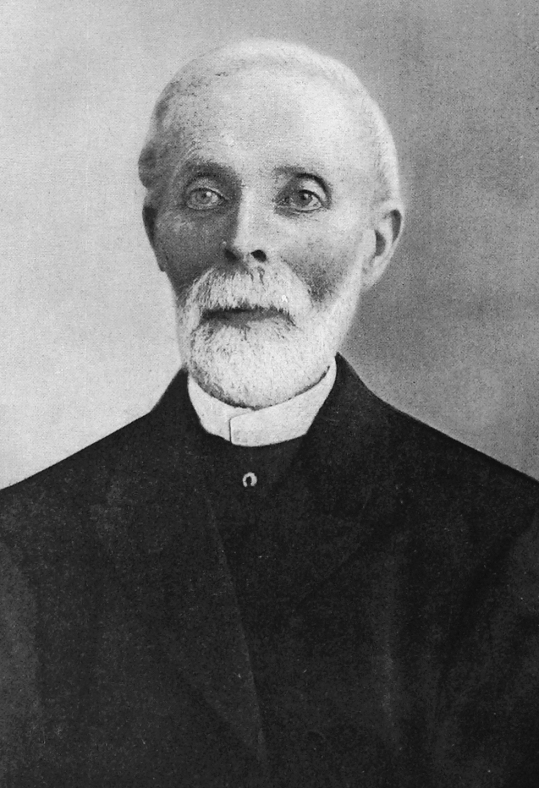
Firmengründer Justus Sältzer

Das Kaufhaus Sältzer in Hannover; eigentlich J. W. Sältzer genannt, war laut seiner vollständigen Bezeichnung ein „Kauf- und Versandhaus für Manufaktur- und Modewaren“.

## Geschichte
Das Unternehmen wurde in der Residenzstadt des Königreichs Hannover im Jahr 1859 von dem Kaufmann Julius Wilhelm Sältzer (* 12. November 1835 in Celle; † 8. Januar 1896 in Hannover) gegründet als „Detailgeschäft für Manufakturwaren zu festen Preisen“ – was seinerzeit noch nicht überall üblich war. Erster Geschäftsstandort war die Seilwinderstraße in der Altstadt Hannovers.
In der Gründerzeit des Deutschen Kaiserreichs hatte das Unternehmen im Jahr 1875 schon 24 Beschäftigte. 1882 trat der Sohn des Firmengründers, Carl Sältzer, dem Unternehmen bei. Er setzte früh auf Werbung und veranlasste noch im selben Jahr den Versand von Angebots-Katalogen. Nach der Übernahme des väterlichen Unternehmens 1888 ließ er eine der ersten firmeneigenen Lichtanlagen Hannovers installieren, eine laut dem Reichs-Adreßbuch 1895 in Betrieb genommene MAN-Dampfmaschine. Zügig wandelte Carl Sältzer das Platzgeschäft, das zunächst nur einen bescheidenen Versand betrieben hatte, zu einem „Kauf- und Versandhaus großen Stils“ um. So kaufte er nach und nach benachbarte Gebäude zu und konnte durch Umbauten, Abbrüche und Neubauten das Kaufhaus nach und nach erheblich ausdehnen. So entstand in den Jahren 1896 bis 1897 nach Plänen des Architekten Friedrich Geb ein Neubau an der Schmiedestraße 29 und angrenzend ein Erweiterungsbau an der Seilwinderstraße 14.
Im Adressbuch der Stadt Hannover für das Jahr 1900 wurde das Unternehmen als „Manufaktur-, Mode-, Tuch-, Kurz-, Leinen-, Weißware-, Konfektions-, Möbelstoff-, Gardinen-, Teppich- und Linoleumhandlung“ geführt. Ab 1903 dehnte sich der Kaufhausbetrieb – wieder nach Plänen von Geb – über die Grundstücke Seilwinderstraße Nummer 8, 9, 10, 11, 12 und 13 aus.
Nachdem 1909 Carl Sältzer junior in das Unternehmen eintrat, entstand von 1912 bis 1913 ein Neubau nach Plänen des Architekten Wilhelm Mackensen. Seitdem präsentierte sich das Kaufhaus – das nun auch einen Seitenflügel in der Osterstraße aufwies – mit einer modernen Glas-Stahl-Fassade, über dessen Giebel sich eine beleuchtete Weltkugel drehte. In der Selbstdarstellung war das Familienunternehmen „ein Muster eines modernen Kauf- und Versandhauses in architektonischer und praktischer Hinsicht“. Es besaß neben einer eigenen Energieversorgung und Fahrstühlen auch einen Erfrischungsraum, in dem auch Theaterkarten und Fahrscheine für die hannoversche Straßenbahn gekauft werden konnten.

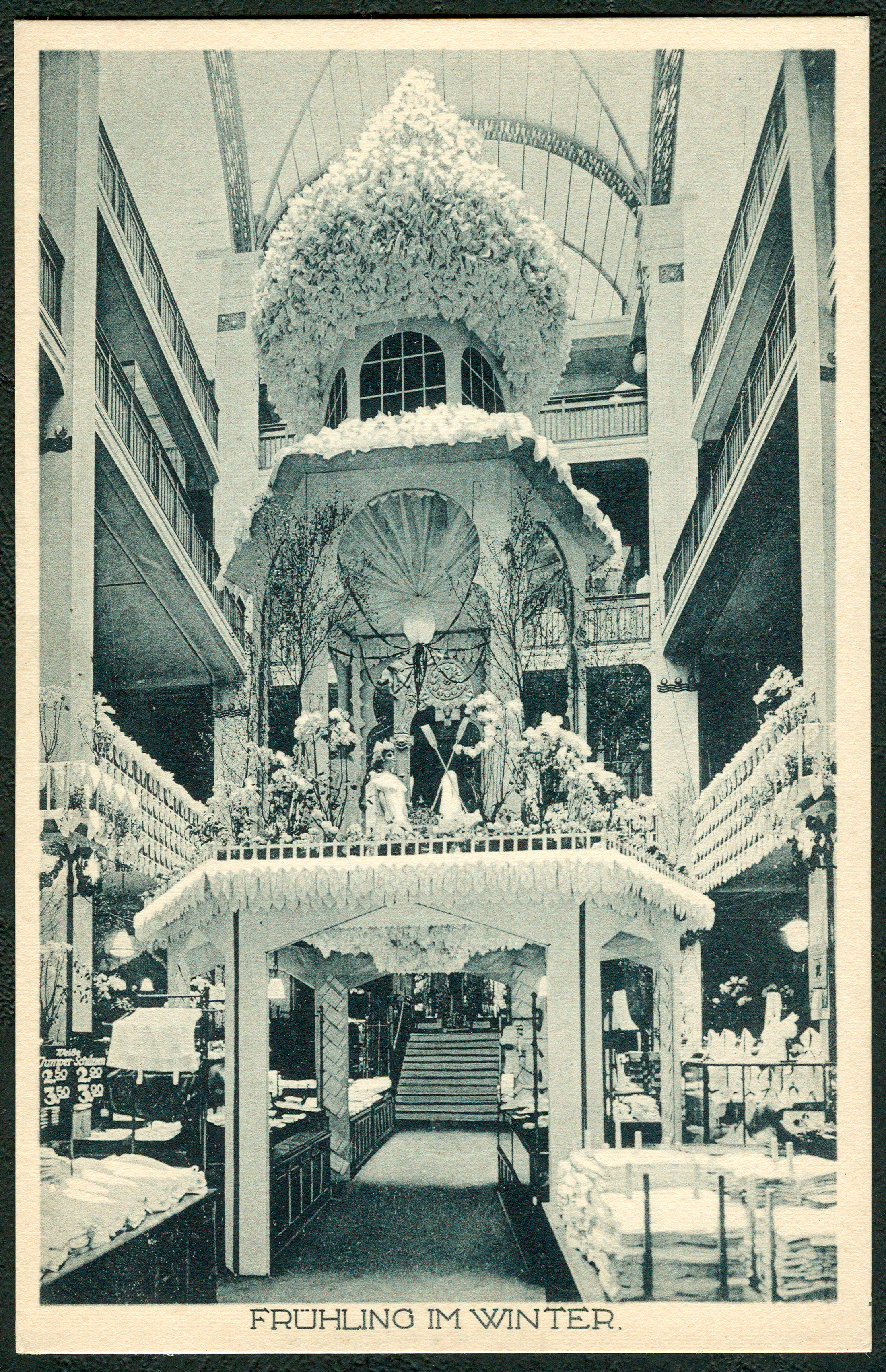
„Frühling im Winter“; Innenansicht zur Weißen Woche 1925; Ansichtskarte der Hannoverschen Lichtdruckanstalt
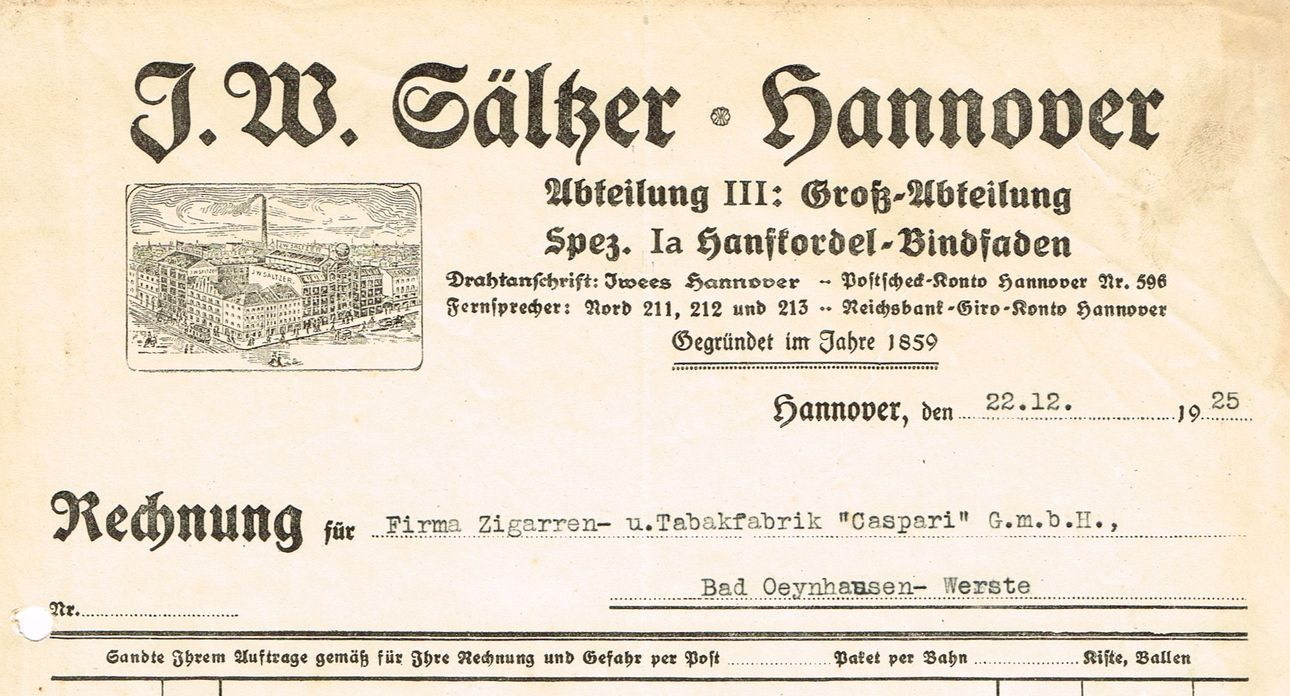
Briefkopf vom Kaufhaus J. W. Sältzer in Hannover, 1925

Ab Anfang der 1930er Jahre firmierte J. W. Sältzer als „Kauf- und Versandhaus für Manufaktur und Modewaren“, das dann aber auch Ausstellungen in den eigenen Räumlichkeiten veranstaltete, so beispielsweise vom 1. bis 15. Februar 1933 eine Verkaufsausstellung mit Werken des Künstlers Carl Buchheister.

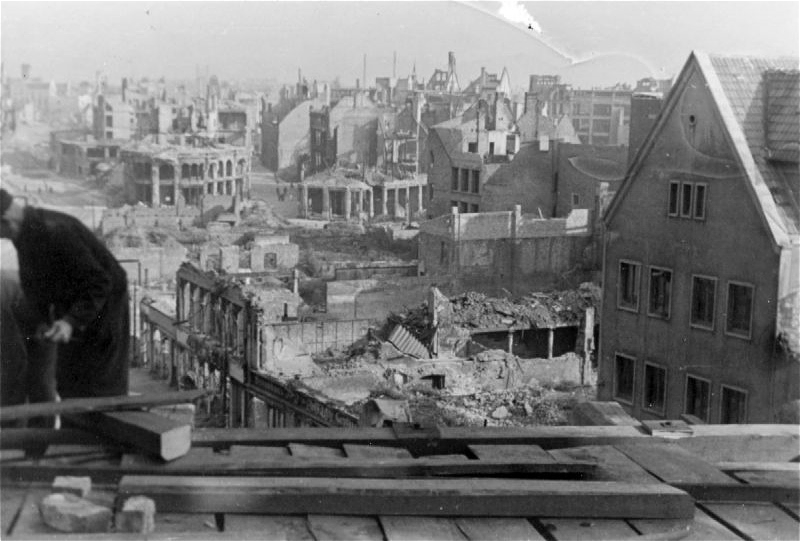
1947: Blick vom zerstörten Dachstuhl der Marktkirche über die Ruinen von Kaufhaus Sältzer (Bildmitte) an der Schmiedestraße; ganz rechts das Haus Seilwinderstraße 1;
Foto: wohl Franz Nitschke, Bildarchiv der Region Hannover

Während des Zweiten Weltkrieges begann hier der jugendliche spätere Comic-Zeichner Hansrudi Wäscher seine Lehre als „Gebrauchswerber“. Er war während der Luftangriffe auf Hannover im Gebäude, als das Kaufhaus ein Opfer der Fliegerbomben und schließlich zerstört wurde.
In der Nachkriegszeit wurde noch während der Britischen Militärregierung und wenige Tage vor der westdeutschen Währungsreform das Unternehmen das Unternehmen J. W. Sältzer am 8. Juni 1948 als GmbH beim Amtsgericht Hannover im Handelsregister unter der Nummer HRB 4276 eingetragen. So begann der erneute Verkauf in bescheidenerem Umfang zunächst am alten Standort. 1956 wurde das Geschäft in die Georgstraße 18 verlegt; wenige Jahre später – 1960 – der Einzelhandel aufgegeben. Ab dem Folgejahr 1961 agierte J. W. Sältzer zuletzt als Textilwaren-Großhandel. Am 7. Dezember 1987 wurde das Unternehmen aus dem Handelsregister gelöscht.